# Peter Erasmus Müller
Peter Erasmus Müller, född den 29 maj 1776, död den 4 september 1834, var en dansk biskop och vetenskapsman, son till Frederik Adam Müller, bror till Adam Gottlob Müller, far till Otto, Ludvig och Adam August Müller.
Müller blev 1795 teologie kandidat, 1797 filosofie och 1803 teologie doktor, 1801 professor i teologi och 1830 biskop över Själlands stift.
Müllers författarskap var av mindre betydelse på det teologiska området än inom den fornnordiska litteraturen och Danmarks äldsta historia. Redan 1806 skrev han Antiqvariske undersøgelser over Guldhornene.
Sedan följde förträffliga avhandlingar om Asalærens ægthed (1812), Det islandske sprogs vigtighed (1813), Den islandske historiografi (1832) och framför allt Sagabibliothek (3 band, 1817-20).
I sistnämnda verk gav han en kronologisk översikt av alla isländska sagor. Vidare skrev han Kritisk undersøgelse aj Danmarks og Norges sagnhistorie (1823), om källorna till Saxos 9 första böcker och till Snorre Sturlassons "Heimskringla" samt om deras trovärdighet.
Dess fortsättning om Saxos histories syv sidste bøger kom 1830 samt en upplaga av "Saxo Grammaticus" efter Müllers död (utgiven av Hans Mathias Velschow). Müller författade även en Dansk synonymik (1829; 3:e upplagan 1872).
Han sammanställde biografier över Andreas Sunesøn (1830) och Lave Urne (1831-33) samt redigerade 1805-30 "Köbenhavns lærde efterretninger" och dess fortsättning "Dansk literaturtidende".

## Utmärkelser
- Riddare av Dannebrogorden,  1826[2]
- Dannebrogsmännens hederstecken,  1830[2]

[Redigera Wikidata]